# Martha Wash
Martha Elaine Wash (* 28. prosince 1953 San Francisco) je americká zpěvačka, skladatelka a bývalou členkou hudebního dua The Weather Girls. Známá se stala díky svému výraznému a silnému hlasu.

## Život
Narodila se 28. prosince 1953 v San Franciscu. Vystudovala San Francisco Polytechnic High School, kde se začala věnovat zpěvu. Rovněž zpívala ve školním sboru. Po škole se připojila ke sboru NOW (News of the World). Předtím, než se proslavila, pracovala jako zdravotní sestra.
V roce 1976 společně s Izorou Armsteadovou založila hudební duo The Weather Girls. Nejvíce známá se stala jejich píseň „It's Raining Men“. Spolupracovali například se zpěvákem Sylvesterem. Duo vydalo pět studiových alb.
Její nejznámější písní je Gonna Make You Sweat (Everybody Dance Now) z roku 1990. Píseň je celosvětově velmi známá a získala několik ocenění.
Bydlí v Baldwinu ve státě New York na Long Islandu.
Řídí vlastní nahrávací studio Purple Rose Records.
Je velkou aktivistkou za práva LGBT komunity. Kromě toho se věnuje nadacím pomáhajícím lidem s autismem.

## Diskografie
- 1993: Martha Wash
- 2013: Something Good
- 2020: Love & Conflict